# Franz Karner

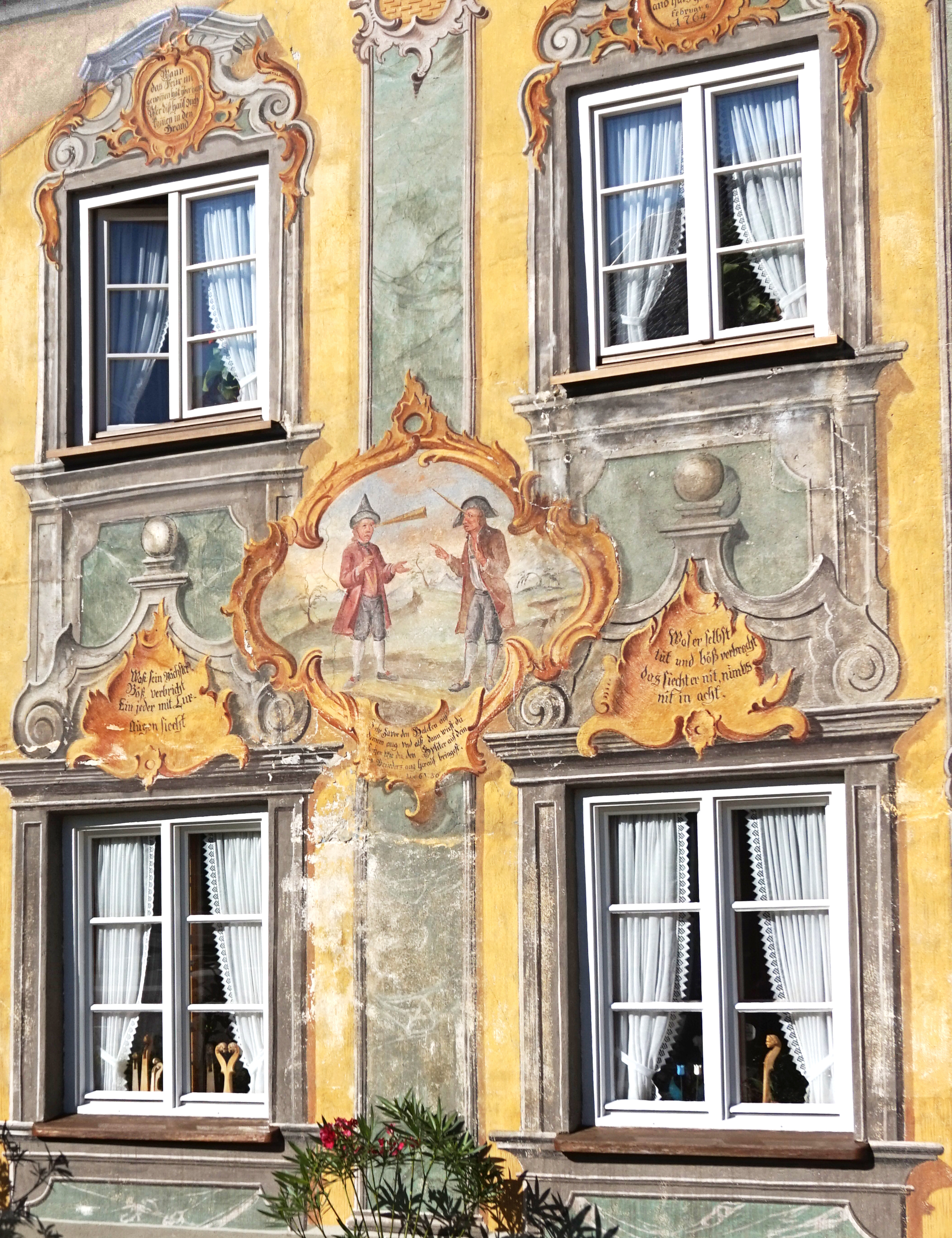
Mittenwald, Im Gries 28/30

Franz Karner (* 1738 in Mittenwald; † 1817 ebenda) war ein deutscher Maler.
Geboren wurde er in der Laintalstraße 50 in Mittenwald, wo seine Eltern eine Kienruß- und Pottaschenbrennerei betrieben, die Karner fortführte. Nachdem er erste Malkenntnisse erworben hatte, war er neben Franz Seraph Zwinck aus Oberammergau einer der frühesten Lüftlmaler in Oberbayern. In Mittenwald ist eine Vielzahl seiner Arbeiten, bei denen es sich meist um religiöse Bildnisse und Darstellungen handelt, erhalten. Daneben findet man noch Arbeiten von ihm in Wallgau, Jachenau und Vorderriß.

## Werke

### Mittenwald
(Quelle: )
- Geigenbaumuseum, Ballenhausgasse 3 (Mutter vom guten Rat)
- Schlipferhaus, Goethestraße 23 (heiliger Florian, Heiland unter dem Turm)
- Wohnhaus, Hochstraße 13
- Wohnhaus, Im Gries 28/30 (Splitter und Balken)
- Kleinhaus, Klausnerweg 2/4
- Kleinhaus, Laintalstraße 38
- Doppelhaushälfte, Malerweg 3 (Flucht nach Ägypten)
- Kleinhaus, Matthias-Klotz-Straße 11/13 (heiliger Nepomuk)

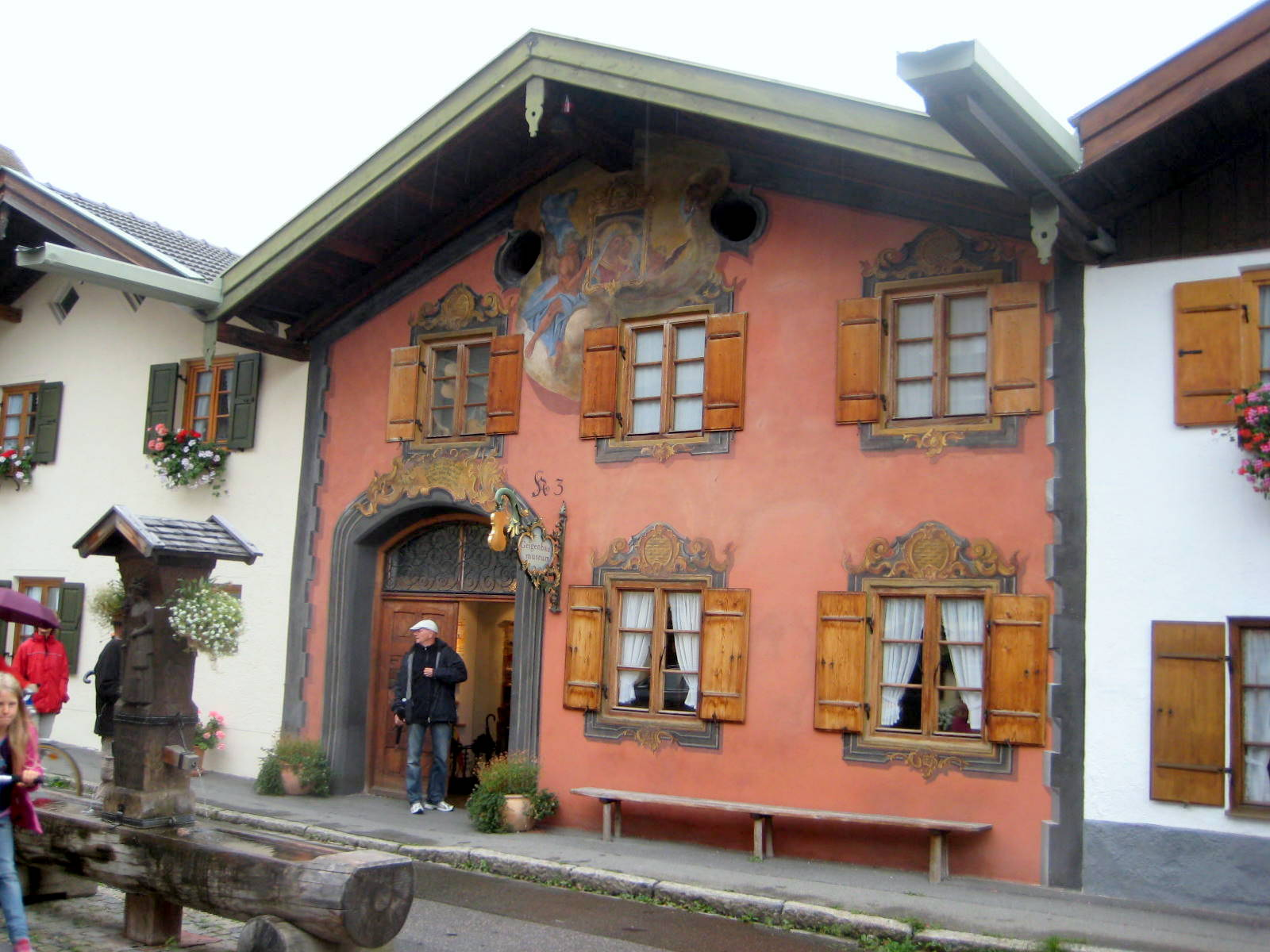
Mittenwald Geigenbaumuseum
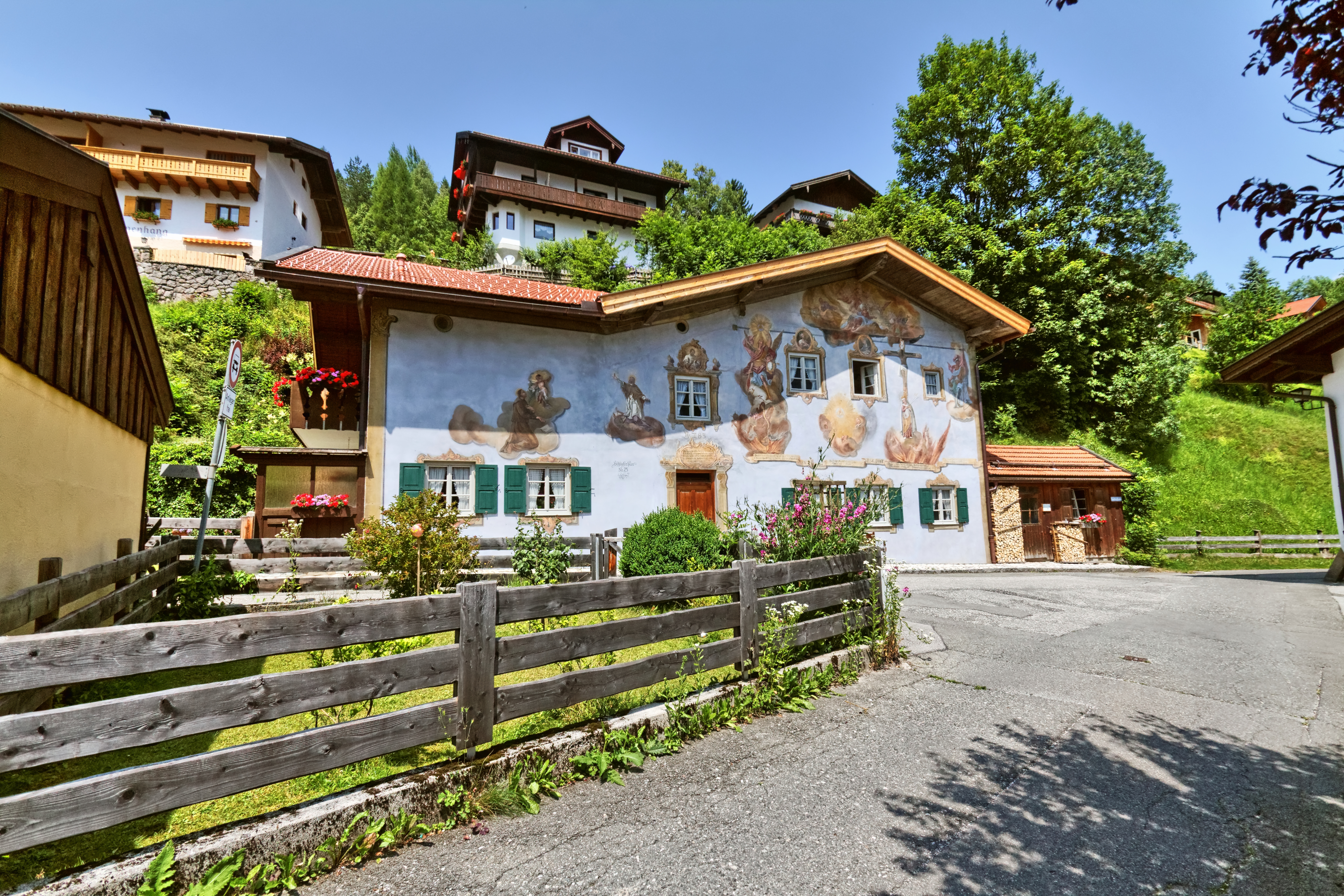
Mittenwald, Goethestrasse 23
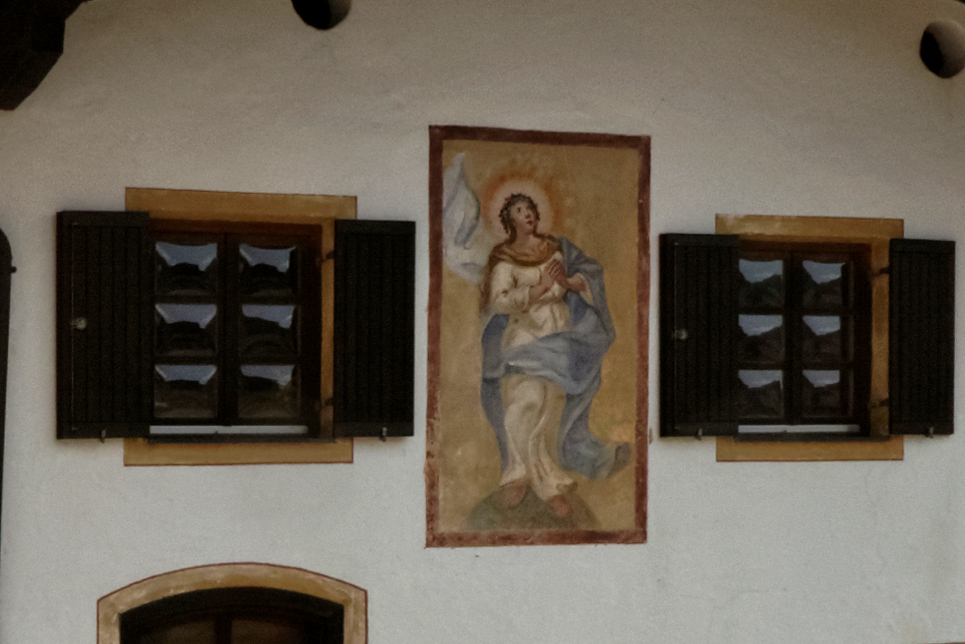
Mittenwald, Goethestr. 28–30
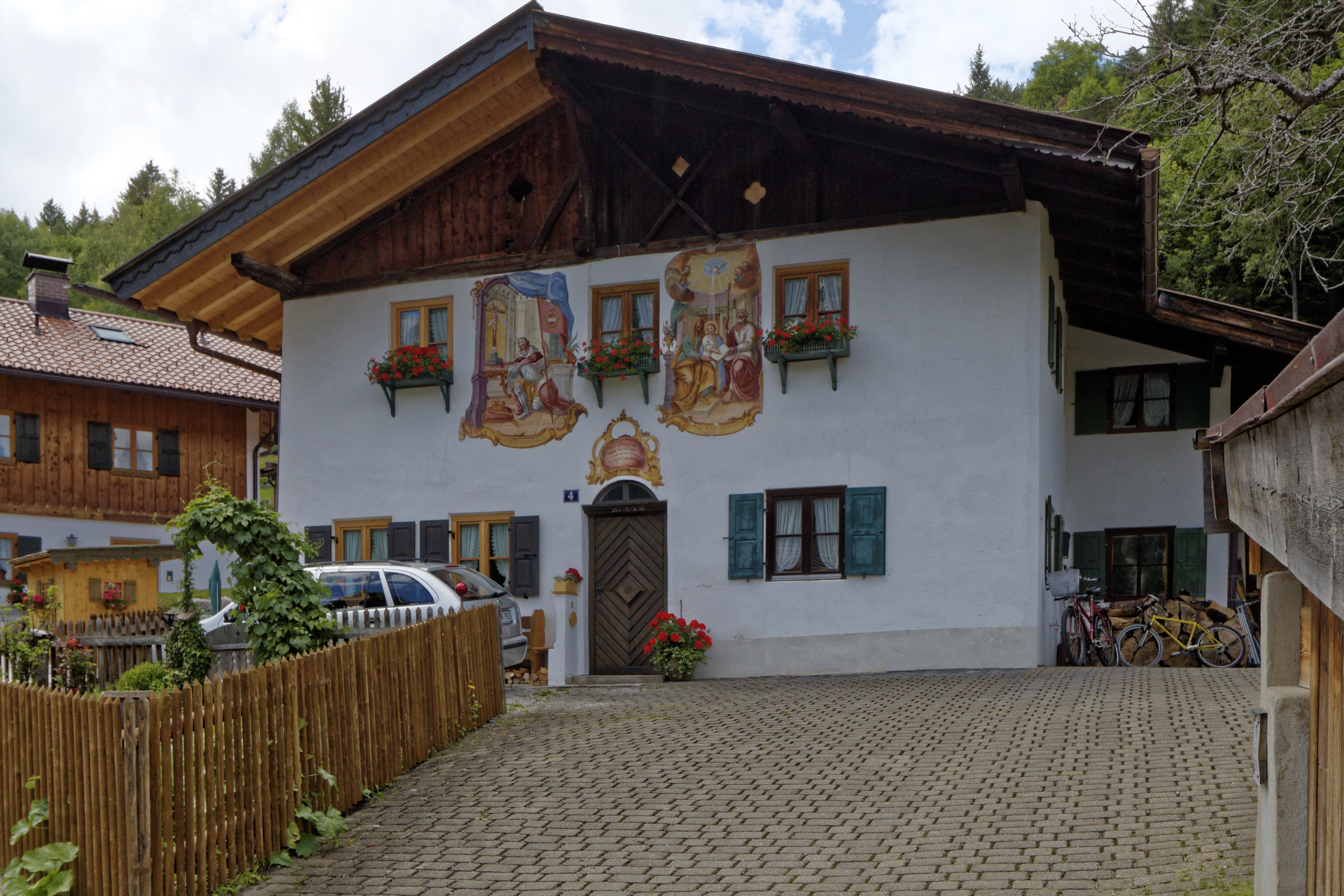
Mittenwald, Klausnerweg 4
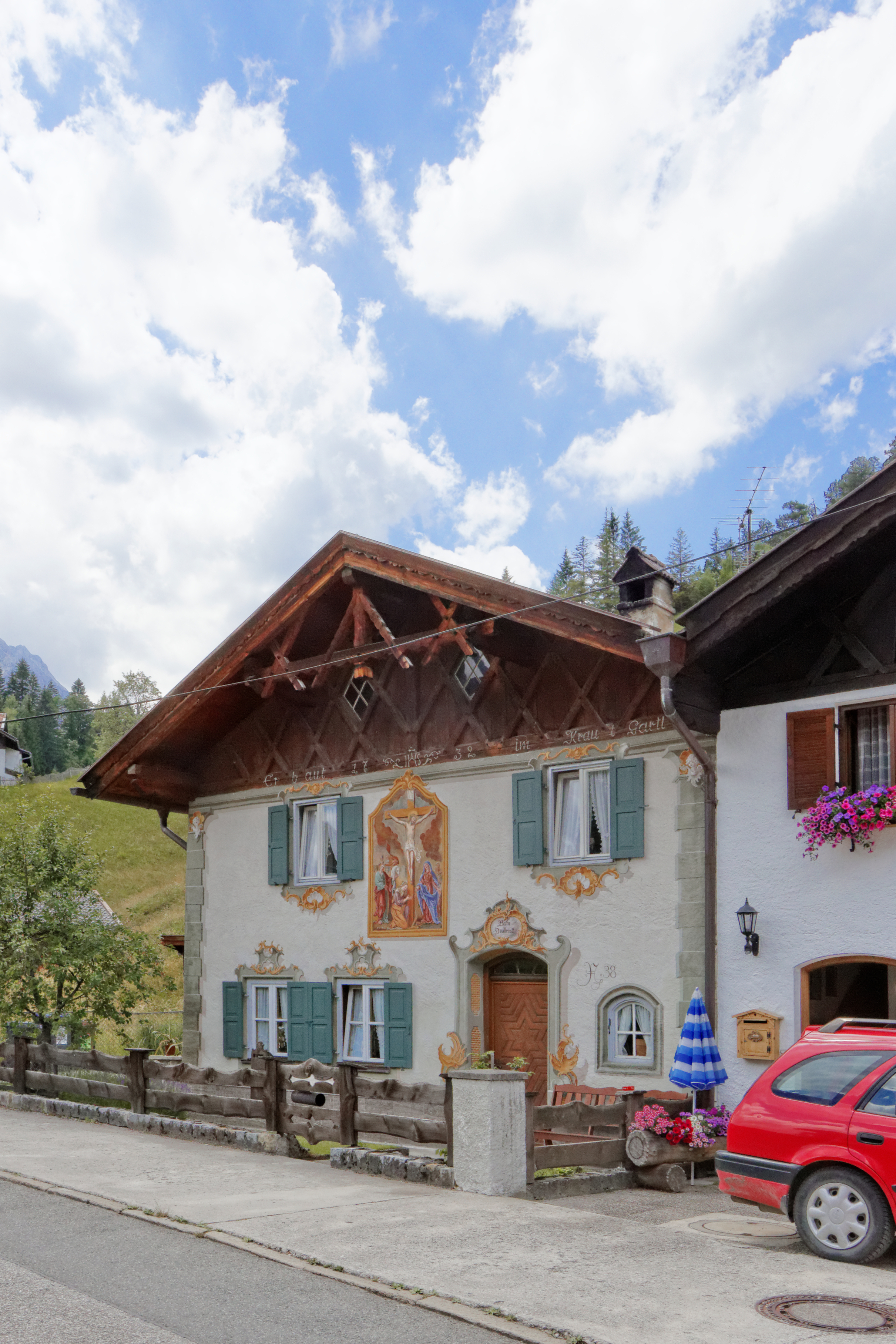
Mittenwald, Laintalstrasse 38
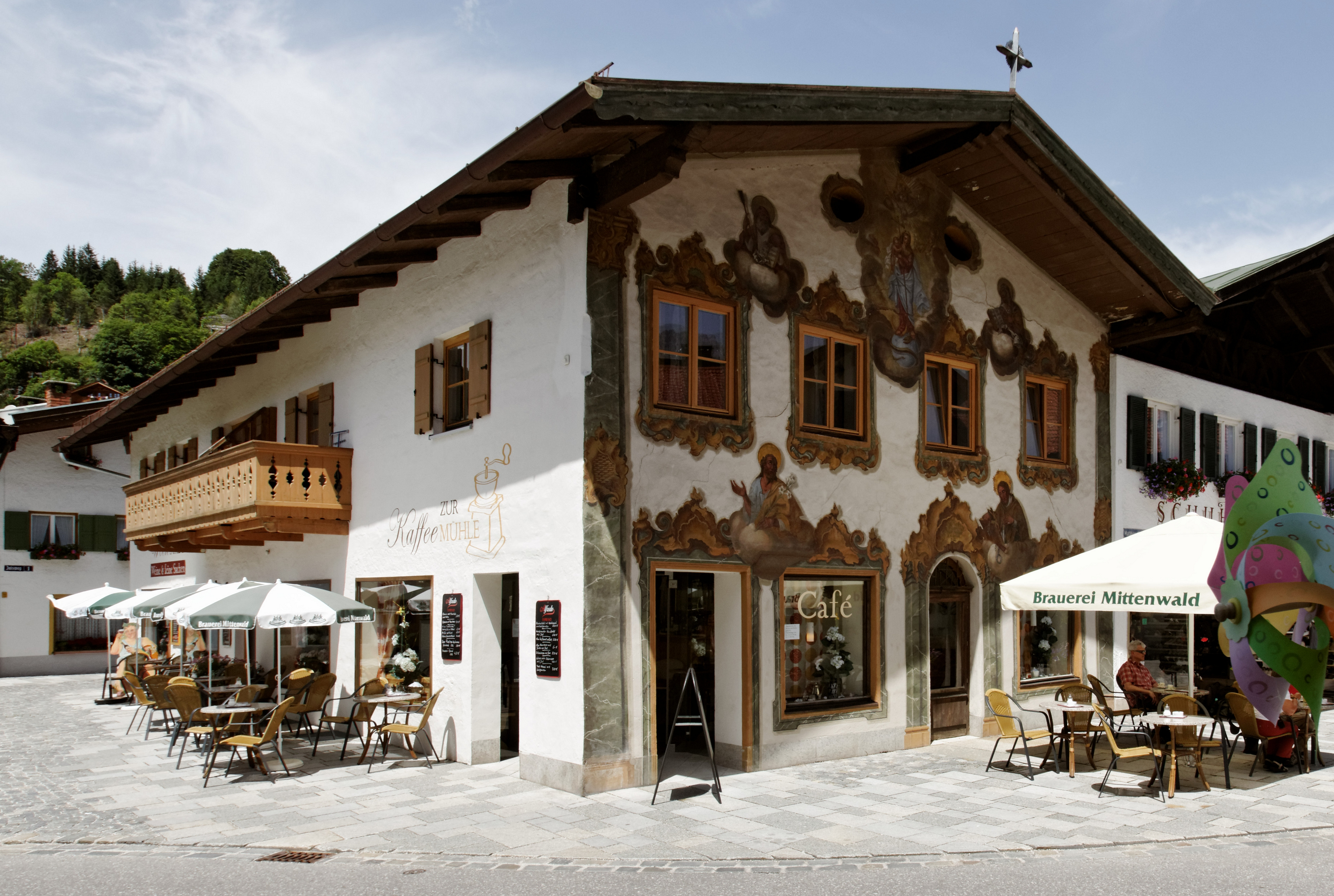
Mittenwald, Matthias-Klotz-Strasse 13
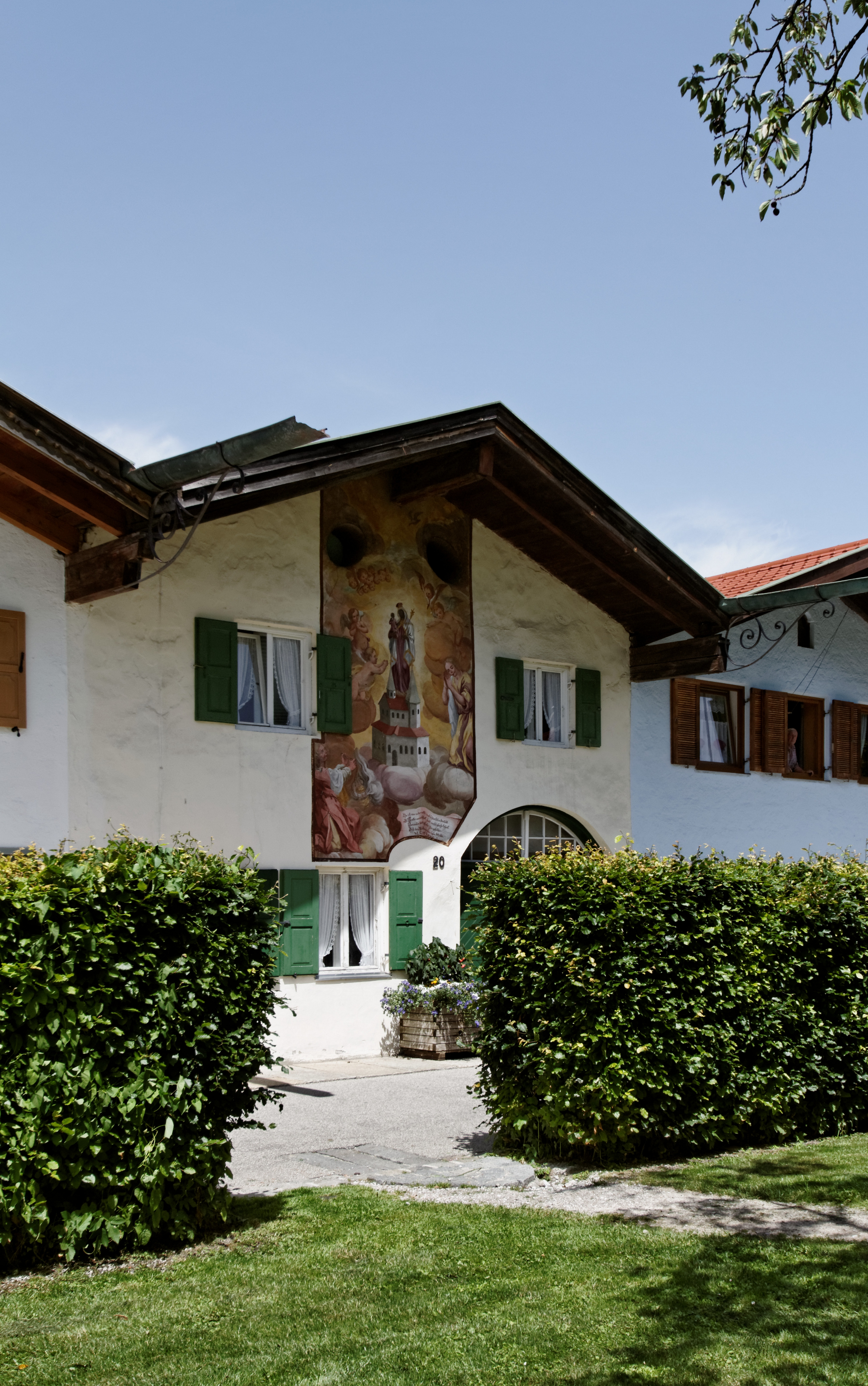
Mittenwald, Dekan-Karl-Platz 20
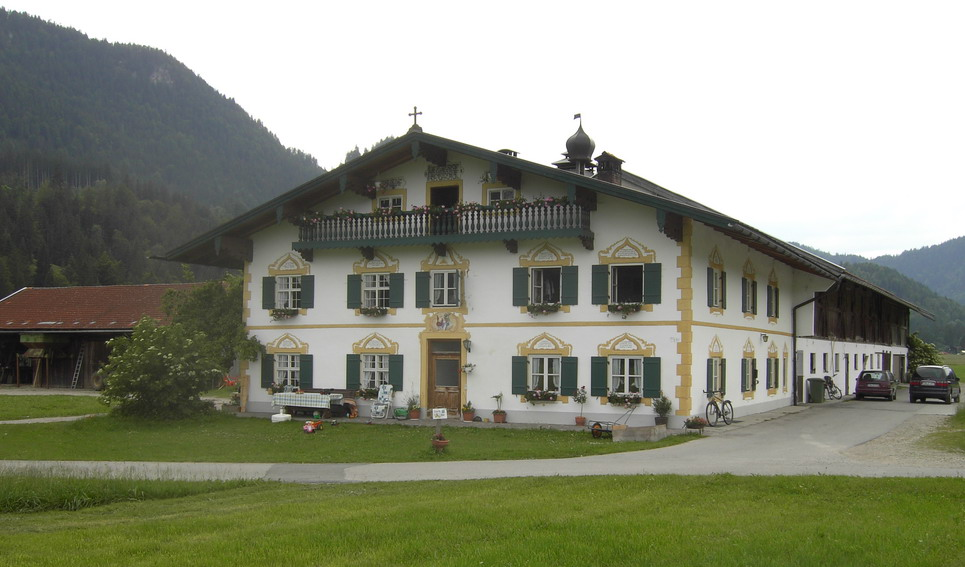
Jachenau, Luitpolder Hof
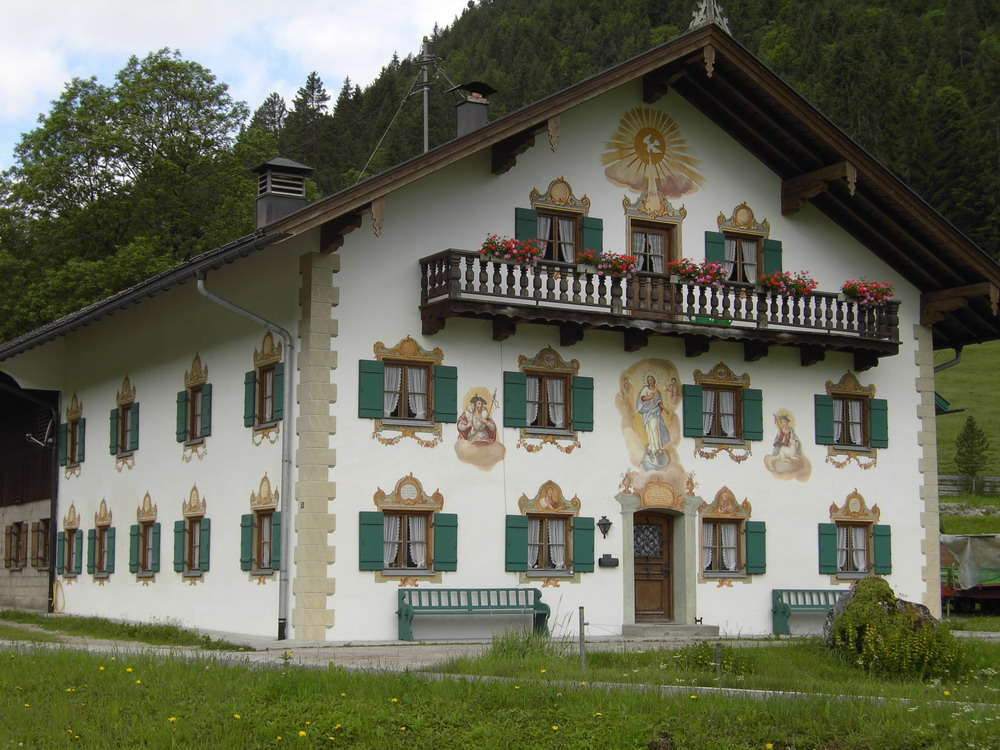
Jachenau, Hinterbichl 24